# Assist
Assist is een term gebruikt bij verschillende sporten. Zowel bij voetbal, basketbal, ijshockey als bij veldhockey spreekt men van een 'assist'.
De term wordt gebruikt in een situatie waarbij de speler hulp geeft, bijvoorbeeld een pass, waaruit een doelpunt voortkomt. Een 'assist' geldt alleen als zodanig als daaruit direct een doelpunt voortvloeit.